# Diagram konstelacji

Diagram konstelacji 8-PSK z użyciem kodu Graya.

Diagram konstelacji 16-QAM.

Diagram konstelacji – reprezentacja graficzna sygnału zmodulowanego cyfrowo, np. za pomocą modulacji QAM lub PSK. Przedstawia on sygnał jako dwuwymiarowy wykres na płaszczyźnie zespolonej. Wymiary diagramu konstelacji mogą być wykorzystane, aby rozpoznawać typy interferencji lub zakłóceń w sygnale.
Reprezentacja transmitowanego sygnału jako liczby zespolonej i modulacja nośną harmoniczną (sinus i cosinus) o części zespolonej lub rzeczywistej, sprawia, że sygnał może być przesyłany dwiema nośnymi o tej samej amplitudzie (nośne w kwadraturze). Odbiornik koherentny jest w stanie niezależnie demodulować te nośne. Używanie dwóch niezależnych nośnych jest podstawą modulacji kwadraturowych.
Jeśli sygnał jest reprezentowany przez liczbę zespoloną, może być zaznaczony na płaszczyźnie zespolonej. Oś rzeczywista jest często nazywana osią in-phase (w fazie), zaś oś urojona osią kwadraturową. Punkty odpowiadające wszystkim sygnałom danej modulacji tworzą diagram konstelacji i są nazywane punktami konstelacyjnymi. 

## Interpretacja
Po odebraniu sygnału, demodulator sprawdza otrzymany symbol, który mógł zostać przekłamany przez kanał lub odbiornik (dodany szum, zakłócenia fazy, interferencje, itp.). Następnie wybiera ten punkt konstelacyjny który jest najbliższy (w sensie odległości euklidesowskiej) odebranemu symbolowi. Tak więc sygnał zostanie nieprawidłowo zdemodulowany, jeśli zakłócenia spowodują, że stanie się bliższy innemu punktowi konstelacyjnemu.
Ten proces jest nazywany detekcją największego prawdopodobieństwa. Można to łatwo zilustrować na diagramie konstelacji – odebrany sygnał jest dowolnym punktem na płaszczyźnie zespolonej, a decyzją demodulatora będzie, że transmitowany symbol odpowiada najbliższemu punktowi na wykresie.
Na potrzeby analizy jakości sygnałów niektóre rodzaje zakłóceń można przedstawić na diagramie konstelacji:
- szum biały jest obrazowany jako rozmycie punktów konstelacji,
- kompresja amplitudy jest obrazowana przez zbliżenie narożnych punktów do środka,
- szum fazowy jest obrazowany jako rozciągnięcie punktów po łuku.